# NGC 5967
NGC 5967 је спирална галаксија у сазвежђу Рајска птица која се налази на NGC листи објеката дубоког неба.
Деклинација објекта је - 75° 40' 23" а ректасцензија 15h 48m 16,0s. Привидна величина (магнитуда) објекта NGC 5967 износи 12,0 а фотографска магнитуда 12,7. Налази се на удаљености од 36,271 милиона парсека од Сунца. NGC 5967 је још познат и под ознакама ESO 42-10, AM 1542-753, IRAS 15421-7531, PGC 56078.